# Souad Amidou
Souad Amidou, pseudonimo di Souad Ben Hessaoud (in arabo سعاد حميدو‎?; Nanterre, 4 luglio 1959), è un'attrice francese di origine marocchina.

## Biografia
Souad Amidou è figlia dell'attore marocchino-francese Amidou. Cominciò la sua carriera già nella sua infanzia, prendendo parte a Le Thé à la menthe nel 1963. Le venne poi offerto un ruolo da Claude Lelouch per Un uomo, una donna nel 1966, dove interpretò la figlia della protagonista.
Studia teatro e recitazione prendendo lezioni da Anicette Fray, continuando la sua formazione con Jean-Louis Martin-Barbaz, John Strasberg e Andreas Voutsinas.
All'inizio degli anni 1980, recita per il cinema e la televisione, lavorando con Gérard Oury, Jacques Deray, Ariel Zeitoun, Gérard Lauzier e Steven Spielberg.
Nel dicembre 1987 si sposa con Fabien Onteniente. La coppia divorzia nel marzo 1991.